# Elaeagia arborea
Elaeagia arborea är en måreväxtart som beskrevs av David Alan Simpson. Elaeagia arborea ingår i släktet Elaeagia och familjen måreväxter. Inga underarter finns listade i Catalogue of Life.